# Santa Maria della Vittoria (titolo cardinalizio)
Santa Maria della Vittoria (in latino: Titulus Sanctæ Mariæ de Victoria) è un titolo cardinalizio istituito da papa Pio VII il 23 dicembre 1801 per sostituire quello di San Matteo in Via Merulana, la cui chiesa era fatiscente. Il titolo insiste sulla chiesa di Santa Maria della Vittoria.
Dal 24 marzo 2006 il titolare è il cardinale Sean Patrick O'Malley, arcivescovo emerito di Boston.

## Titolari
Si omettono i periodi di titolo vacante non superiori ai 2 anni o non storicamente accertati.
- Michelangelo Luchi, O.S.B. (23 dicembre 1801 - 29 settembre 1802 deceduto)
  - Titolo vacante (1802 - 1803)
- Joseph Fesch (11 luglio 1803 - 2 dicembre 1822); in commendam (2 dicembre 1822 - 13 maggio 1839 deceduto)
- Ferdinando Maria Pignatelli, C.R. (11 luglio 1839 - 10 maggio 1853 deceduto)
- Adriano Fieschi (19 dicembre 1853 - 6 febbraio 1858 deceduto)
- Joseph Othmar von Rauscher (23 dicembre 1858 - 24 novembre 1875 deceduto)
- Godefroy Brossais-Saint-Marc (3 aprile 1876 - 26 febbraio 1878 deceduto)
- Louis-Edouard-François-Desiré Pie (22 settembre 1879 - 17 maggio 1880 deceduto)
- Ludovico Jacobini (16 dicembre 1880 - 28 febbraio 1887 deceduto)
- Elzéar-Alexandre Taschereau (17 marzo 1887 - 12 aprile 1898 deceduto)
- Giovanni Battista Casali del Drago (22 giugno 1899 - 17 marzo 1908 deceduto)
  - Titolo vacante (1908 - 1911)
- François-Marie-Anatole de Rovérié de Cabrières (30 novembre 1911 - 21 dicembre 1921 deceduto)
- Alexis-Armand Charost (14 dicembre 1922 - 7 novembre 1930 deceduto)
  - Titolo vacante (1930 - 1933)
- Angelo Maria Dolci (16 marzo 1933 - 15 giugno 1936 nominato cardinale vescovo di Palestrina)
- Federico Tedeschini (18 giugno 1936 - 28 aprile 1951 nominato cardinale vescovo di Frascati)
- Giuseppe Siri (15 gennaio 1953 - 2 maggio 1989 deceduto)
- Giuseppe Caprio (26 novembre 1990 - 15 ottobre 2005 deceduto)
- Sean Patrick O'Malley, O.F.M.Cap., dal 24 marzo 2006